# This Is Your Life
This Is Your Life é um álbum tributo feito por várias bandas e músicos em homenagem ao cantor Ronnie James Dio, líder de inúmeras bandas de rock e heavy metal como  Elf, Rainbow, Black Sabbath, Heaven & Hell, e sua banda solo Dio. O álbum conta com muitas das canções contemporâneas originalmente gravadas por Dio. A banda Tenacious D ganhou o Grammy por Melhor Performance de Metal na 57º edição do Grammy Awards por seu cover de "The Last in Line".

## Faixas
| N.º | Título                       | Artista                                                                   | Duração |  |
| 1.  | "Neon Knights"               | Anthrax                                                                   | 4:29    |  |
| 2.  | "The Last in Line "          | Tenacious D                                                               | 3:44    |  |
| 3.  | "The Mob Rules"              | Adrenaline Mob                                                            | 3:17    |  |
| 4.  | "Rainbow in the Dark"        | Corey Taylor, Roy Mayorga, Satchel, Christian Martucci, Jason Christopher | 4:24    |  |
| 5.  | "Straight Through the Heart" | Halestorm                                                                 | 3:58    |  |
| 6.  | "Starstruck"                 | Motörhead com Biff Byford                                                 | 4:06    |  |
| 7.  | "The Temple of the King"     | Scorpions                                                                 | 4:37    |  |
| 8.  | "Egypt (The Chains Are On)"  | Doro                                                                      | 6:10    |  |
| 9.  | "Holy Diver"                 | Killswitch Engage                                                         | 4:09    |  |
| 10. | "Catch the Rainbow"          | Glenn Hughes, Simon Wright , Craig Goldy, Rudy Sarzo, Scott Warren        | 6:42    |  |
| 11. | "I"                          | Oni Logan, Jimmy Bain, Rowan Robertson, Brian Tichy                       | 5:30    |  |
| 12. | "Man on the Silver Mountain" | Rob Halford, Vinny Appice, Doug Aldrich, Jeff Pilson, Scott Warren        | 5:18    |  |
| 13. | "Ronnie Rising Medley"       | Metallica                                                                 | 9:04    |  |
| 14. | "This is Your Life"          | Dio                                                                       |         |  |

| faixas bônus japonesas |                      |               |         |  |
| N.º                    | Título               | Artista       | Duração |  |
| 15.                    | "Heaven & Hell"      | Stryper       |         |  |
| 16.                    | "Stand Up and Shout" | Dio Disciples |         |  |

| faixa bônus digital |                |         |         |  |
| N.º                 | Título         | Artista | Duração |  |
| 17.                 | "Buried Alive" | Jasta   |         |  |

## Paradas musicais
| Paradas musicais (2014)             | Posições |
| ----------------------------------- | -------- |
| Finlândia (Suomen virallinen lista) | 25       |